# Can Bozdoğan
Can Bozdoğan (Colonia, 5 aprile 2001) è un calciatore tedesco, centrocampista dell'Utrecht.

## Caratteristiche tecniche
Trequartista dotato di buona tecnica ed abile negli spazi stretti, può essere schierato anche come mezzala.

## Carriera

### Club
Cresciuto nel settore giovanile del Colonia, nel luglio 2019 è stato acquistato dallo Schalke 04. Ad inizio 2020 è stato promosso in prima squadra, con cui ha debuttato il 14 giugno 2020 disputando l'incontro di Bundesliga pareggiato 1-1 contro il Bayer Leverkusen.
Il 18 ottobre ha rinnovato il proprio contratto con il club biancoblu fino al 2024.

### Nazionale
Ha giocato numerose partite con le varie nazionali giovanili tedesche.

## Statistiche
Statistiche aggiornate al 31 ottobre 2020.

### Presenze e reti nei club
| Stagione        | Squadra         | Campionato      | Campionato | Campionato | Coppe nazionali | Coppe nazionali | Coppe nazionali | Coppe continentali | Coppe continentali | Coppe continentali | Altre coppe | Altre coppe | Altre coppe | Totale | Totale | Totale |
| Stagione        | Squadra         | Comp            | Pres       | Reti       | Comp            | Pres            | Reti            | Comp               | Pres               | Reti               | Comp        | Pres        | Reti        | Pres   | Reti   |        |
| --------------- | --------------- | --------------- | ---------- | ---------- | --------------- | --------------- | --------------- | ------------------ | ------------------ | ------------------ | ----------- | ----------- | ----------- | ------ | ------ | ------ |
| 2019-2020       | Schalke 04      | BL              | 3          | 0          | CG              | 0               | 0               |                    | -                  | -                  |             | -           | -           | 3      | 0      |        |
| 2020-2021       | Schalke 04      | BL              | 4          | 0          | CG              | 0               | 0               |                    | -                  | -                  |             | -           | -           | 4      | 0      |        |
| Totale carriera | Totale carriera | Totale carriera | 7          | 0          |                 | 0               | 0               |                    | -                  | -                  |             | -           | -           | 7      | 0      |        |

## Palmarès

### Club

#### Competizioni nazionali
- Supercoppa di Turchia: 1

Beşiktaş: 2021